# Berfull
Berfull es una aldea despoblada que forma parte del municipio de Rafelguaraf.

## Historia
La primera referencia documental a Berfull aparece en un privilegio concedido por Pedro el Ceremonioso a Jaime Esplugues en 1348. Fue lugar de moriscos, por lo que se especula que pudo fundarse entre los siglos XI y XII.
La expulsión de los moriscos afectó seriamente a la población, que en 1609 tenía veinte fuegos y, tras la expulsión y repoblación, en 1646 tenía sólo de ocho.
Perteneció a Énova hasta 1574, cuando pasó a ser un municipio independiente, situación administrativa que se mantuvo hasta 1846 en que fue anexionado a Rafelguaraf.
La población en 2000 era de 15 habitantes, pero en 2012 ya no había ninguno.

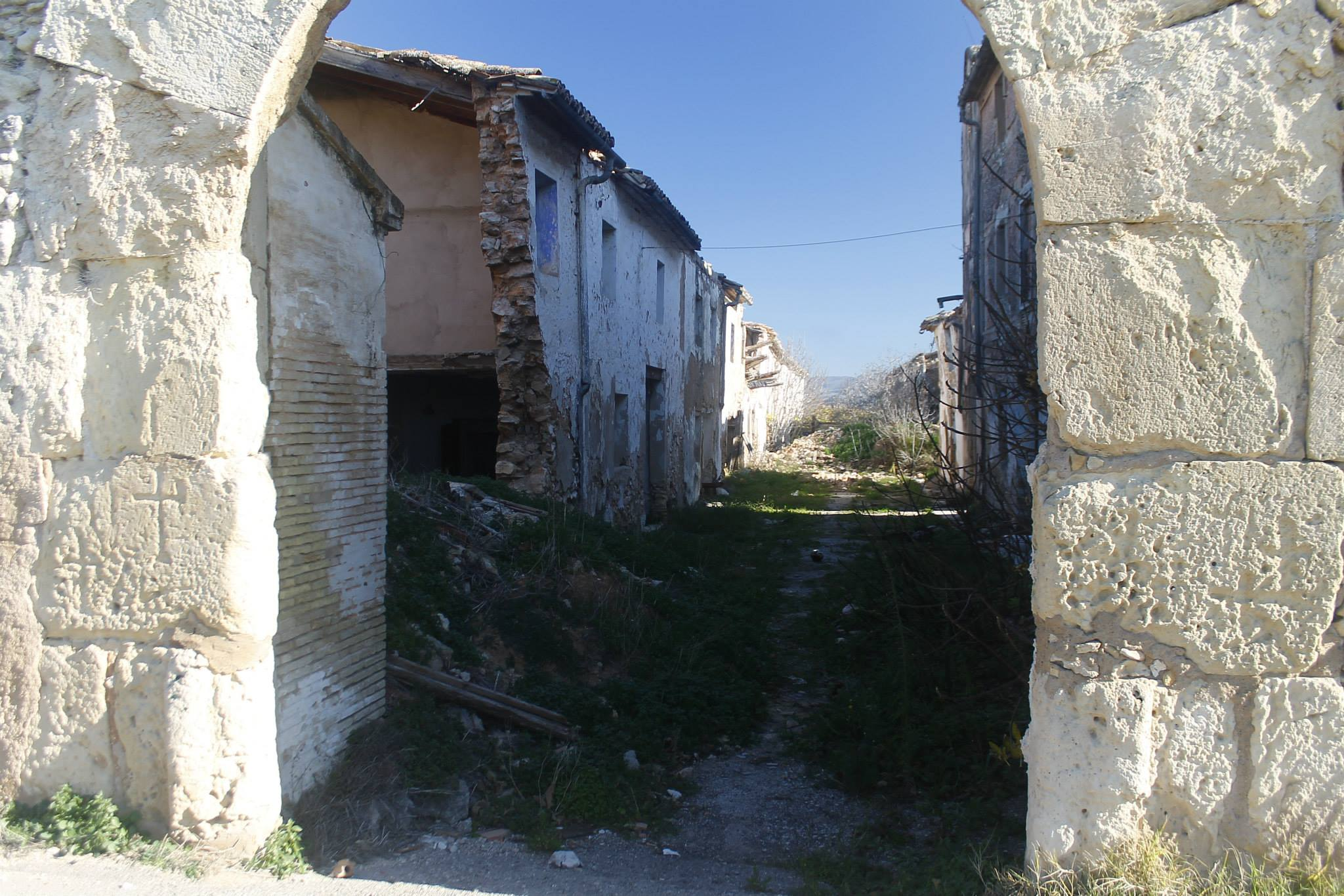
arco de entrada a Berfull

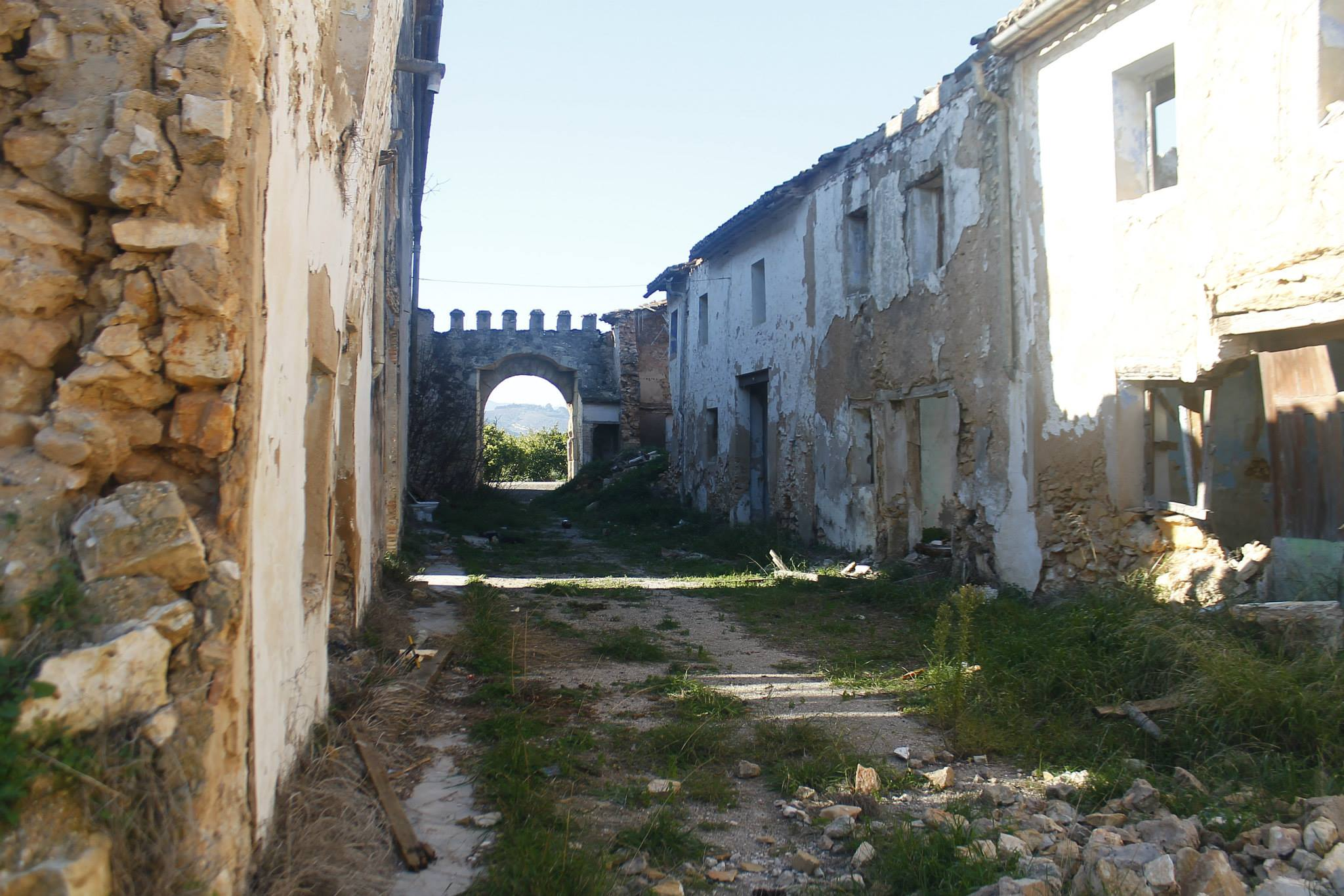
Única calle que conforma la antigua población de Berfull

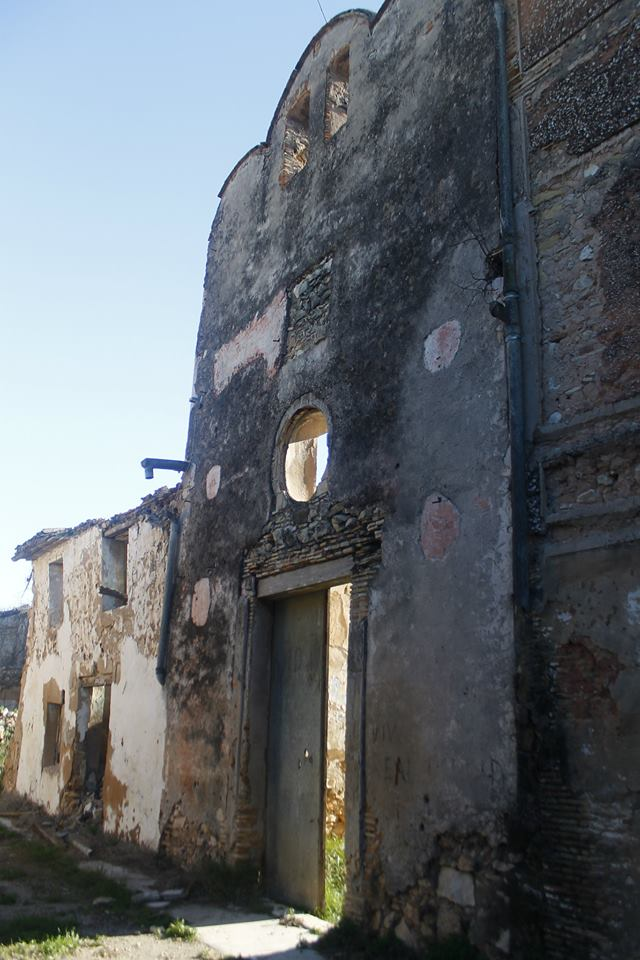
Iglesia de Berfull,de la que sólo queda prácticamente la fachada.